# Phulia nymphula
Phulia nymphula is een vlindersoort uit de familie van de Pieridae (witjes), onderfamilie Pierinae.
Phulia nymphula werd in 1852 beschreven door Blanchard.